# Víktor Patsáyev
Víktor Ivánovich Patsáyev (en ruso: Ви́ктор Ива́нович Паца́ев; óblast de Aktyubinsk, 19 de junio de 1933-espacio exterior, 30 de junio de 1971) fue un ingeniero y cosmonauta soviético de origen kazajo.

## Semblanza

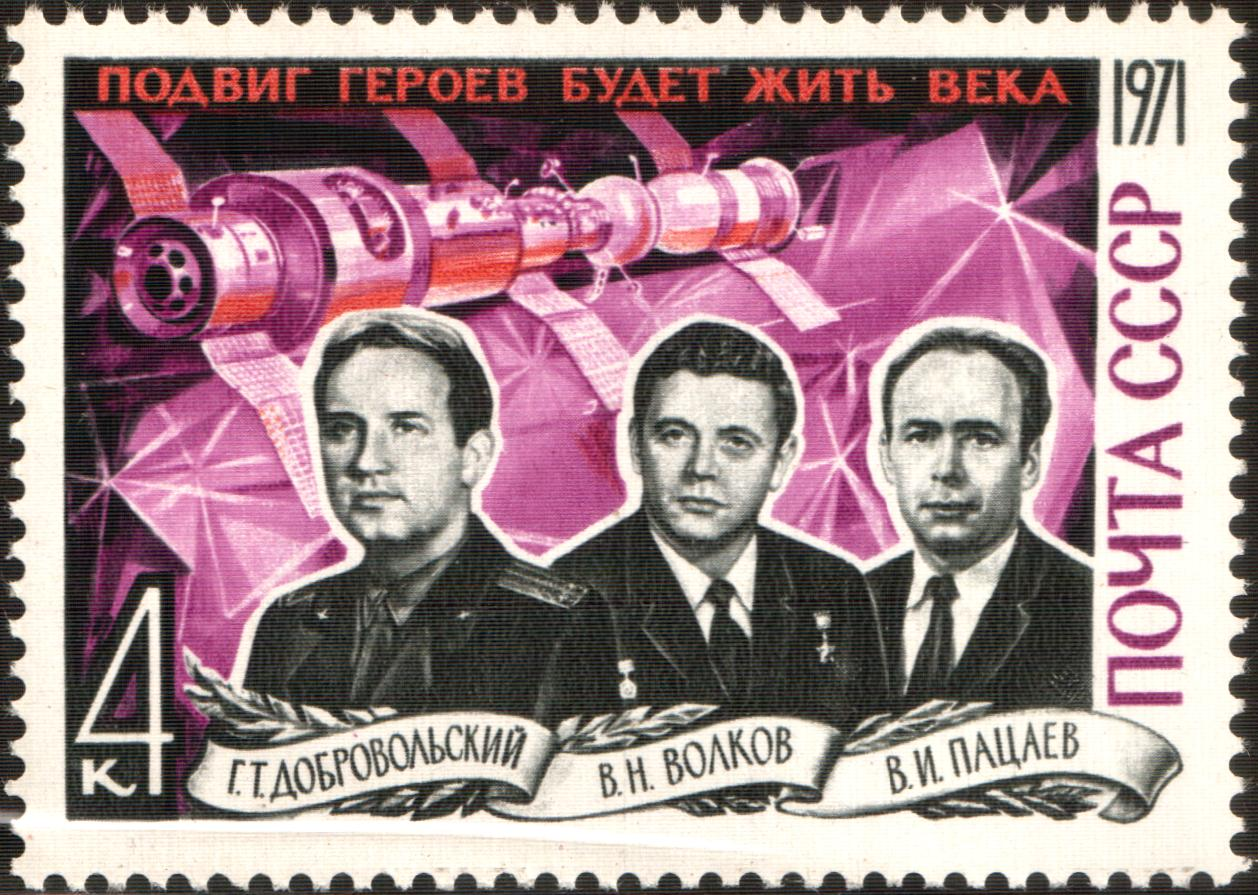
Sello de la URSS de 1971 homenajeando los cosmonautas Gueorgui Dobrovolski (izquierda), Vladislav Vólkov (centro) y Viktor Patsáiev (derecha).

Patsáyev se graduó en el Instituto de Industria Penza en 1955. Se casó con Vera Kriázheva, con quien tuvo dos hijos: Dmitri (1957) y Svetlana (1962). Trabajó como ingeniero para Serguéi Koroliov, estando implicado en el desarrollo de las estaciones espaciales Salyut. En 1967 fue escogido como cosmonauta en el Grupo de Ingenieros de Energía n.º 2 y en mayo de 1968 entró en servicio.
Realizó un único vuelo, en calidad de ingeniero, en la Soyuz 11, tras formar parte de la segunda tripulación de reserva de la Soyuz 10 (lanzada el 22 de abril de 1971). En ese vuelo se batió el récord de permanencia en el espacio y se habitó por primera vez una estación espacial, la Salyut 1.
Sin embargo, en su regreso a tierra, se produjo una pérdida de presión que produjo el fallecimiento de los tripulantes (que no llevaban trajes espaciales) media hora antes de aterrizar.
Sus restos están sepultados en la Necrópolis de la Muralla del Kremlin de Moscú.

## Eponimia
En su honor fueron nombrados:
- El cráter lunar Patsaev.[1]
- El asteroide (1791) Patsayev.[2]
- Una calle de Kaluga

En 1977, el Museo Regional de Kaliningrado se transformó en el Museo Histórico y de Arte de Kaliningrado. El museo albergó una exposición sobre los habitantes más famosos de la región (incluida información aparte sobre el cosmonauta V. A. Patsáyev)